# Towarzystwo Wydawnicze „Rój”

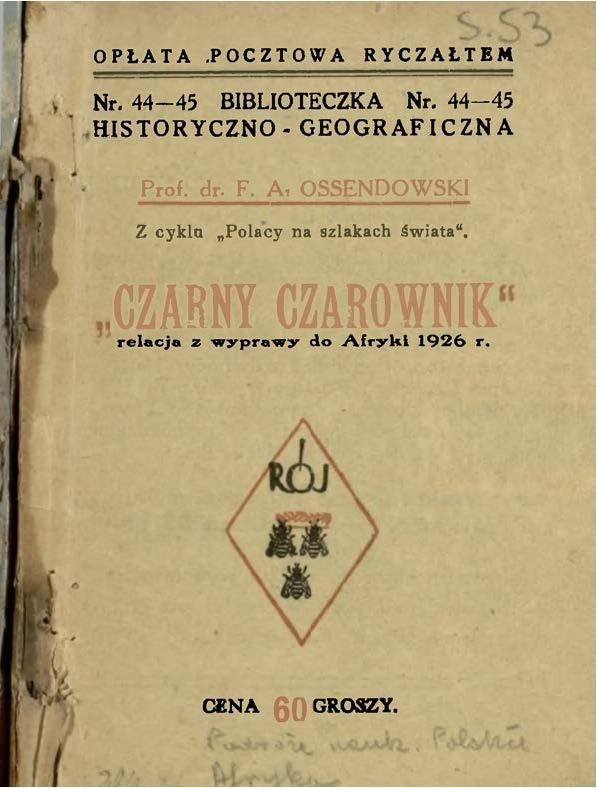
Carte publicată de editura TW „Rój” în 1926

Towarzystwo Wydawnicze „Rój” (TW „Rój”) este o editură fondată de Melchior Wańkowicz și Marian Kister și care a funcționat în perioada 1924–1940 la Varșovia; sediul ei a fost în clădirea băncii Towarzystwo Kredytowe Ziemskie w Królestwie Polskim de pe strada Kredytowa nr. 1.
Acționând dinamic pe diverse segmente de piață, compania a devenit cel mai mare editor din Polonia, publicând aproximativ 30 de cărți pe lună. Oferta a inclus atât cărți ieftine (o serie de cărți la un preț de 95 groszy sau 3 zloți, tipărite adesea pe o hârtie de proastă calitate), cât și lucrări ale celor mai valoroși scriitori polonezi sau străini. Pe lângă ficțiune, editura a mai publicate reportaje și materiale jurnalistice.
Din 1932 până în 1939 editura a publicat lunar publicația Nowości Literackie („Știri literare”), cu caracter informațional și publicitar.
Compania a fost lichidată de germani în 1940, dar Kister, care părăsise Polonia înainte de izbucnirea războiului, a reactivat compania sub numele Roy Publishers la New York, publicând lucrări ale mai multor scriitori polonezi.
Editorii TW „Rój” a publicat, printre altele, romanul Palę Paryż (1929) de Bruno Jasieński, romanul Kariera Nikodema Dyzmy (1932) de Tadeusz Dołęga-Mostowicz, volumul de nuvele Dwa księżyce (1933) de Maria Kuncewiczowa, volumul de nuvele Pamiętnik z okresu dojrzewania (1933) și romanul Ferdydurke (1937) de Witold Gombrowicz, volumul de povestiri Sklepy cynamonowe (1933) de Bruno Schulz, volumele de schițe Słoń wśród porcelany (1934) și Lżejszy kaliber (1938) de Karol Irzykowski, romanul Niebo w płomieniach (1936) de Jan Parandowski, romanul Aecjusz, ostatni Rzymianin (1937) de Teodor Parnicki și romanul Strachy (1938) de Maria Ukniewska.